# Heterixalus variabilis
Espèce
Synonymes
- Megalixalus variabilis Ahl, 1930

Statut de conservation UICN

 LC  : Préoccupation mineure
Heterixalus variabilis est une espèce d'amphibiens de la famille des Hyperoliidae.

## Répartition
Cette espèce est endémique de Madagascar. Elle se rencontre jusqu'à 200 m d'altitude dans le nord-ouest de l'île à Ambanja et à Ambilobe,.

## Taxinomie
La validité de cette espèce est incertaine,.

## Publication originale
- Ahl, 1930 : Zur Kenntnis der Megalixalus-Arten Madagascars und der umliegenden Inseln (Amphib., Anur.). Mitteilungen aus dem Zoologischen Museum in Berlin, vol. 16, p. 523-529.